# Nucleus CMS
Nucleus CMS（ニュークリアス・シーエムエス）は、PHPとデータベースによって動作するサーバ設置型のオープンソースなブログ向けコンテンツ管理システム (CMS) である。

## ライセンス
GPL 「バージョン2」或いはそれ以降

## 歴史
2002年にv1.0がリリースされた。その後、一つのシステムで複数のブログを持つことが出来るようになった。
2009年6月にPHP5.3がリリースされると、PHPの仕様変更に伴いPHP4仕様の多くのプラグインがエラーを発生させ、それらを使っていたサイトでコンテンツを表示できない問題が発生した。さらにNucleusがPHP5.4以降のバージョンに長期間対応しなかったため大部分のユーザーが離れていった。
2014年6月14日、本家公式サイトにて開発終了が発表された。
2014 - 2015年、本家開発チーム解散後も、日本語版プロジェクトが引き続き開発を行い修正版をリリースする。
2016年1月27日、日本語版プロジェクトが本家ドメイン(nucleuscms.org)の運用を引き継いだ。
開発者不在のため2016年以降に新たなリリースはなくプロジェクトは休止状態となっている。2015年のバージョン3.71-jaが最終リリースとなった。